# Nenad Bogdanović
Nenad Bogdanović (Beška, Vojvodina, Srbija, 12. svibnja 1954. – Beograd, 27. rujna 2007.) je bivši gradonačelnik Beograda i visoki funkcionar Demokratske stranke.

## Životopis
Bogdanović je u Beogradu završio matematičku gimnaziju, 1978. godine diplomirao, a 1981. godine magistrirao na Elektro-tehničkom fakultetu. Radio je u mnogim firmama, baveći se uglavnom telekomunikacijama i menadžerstvom.
Član Demokratske stranke postao je 1992. godine, a već 1993. izabran je za predsjednika zemunskog odbora DS-a. Kasnije je postavljen za predsjednika Gradskog odbora stranke.
Poslije promjena u listopadu 2000. godine, izabran je za predsjednika Izvršnog odbora Skupštine grada Beograda. Tu dužnost obnašao je do 3. listopada 2004. godine, kada je na prvim neposrednim izborima za gradonačelnika Beograda pobijedio protukandidata iz Srpske radikalne stranke - Aleksandra Vučića.
Umro je 27. rujna 2007. godine, nakon kratke i teške bolesti. Pokopan je 30. rujna, u Aleji velikana na Novom groblju u Beogradu.